# Janne Kaitala
Janne Petteri Kaitala, född 18 augusti 1970 i Tammerfors, är en finländsk målare. 
Kaitala studerade vid konstskolan i Kankaanpää 1989–1992 och Bildkonstakademin 1992–1996 (magisterexamen 1996). Han ställde ut första gången 1996 och är känd för sina abstrakta, flödande expressiva målningar, ofta i stort format med ett virrvarr av figurer. Han har även framträtt som serietecknare och gett ut seriealbumet Hipporox (1996). Han utsågs 1999 till årets unga konstnär av Tammerfors konstmuseum. 